# Rudi, Soroca
Rudi (în vechime – Rughi) este un sat din raionul Soroca, Republica Moldova.

## Geografie
Satul este înconjurat de ponoare adânci în care s-au dezgolit depunerile paleozoicului, mezozoicului și cainozoicului. Se întâlnesc izvoare și cascade. Cresc plante rare: drăcilă, corn, luntricică, dedițel, pojarniță de munte, trifoi negru, pătrunjel de câmp, feriguță, ferigă feminină, șiverechia, urechelniță, ghipsoruță și altele.
În preajma localității, de-a lungul fluviului Nistru, este amplasată rezervația peisagistică Rudi–Arionești.
Rezervația peisagistică Rudi–Arionești

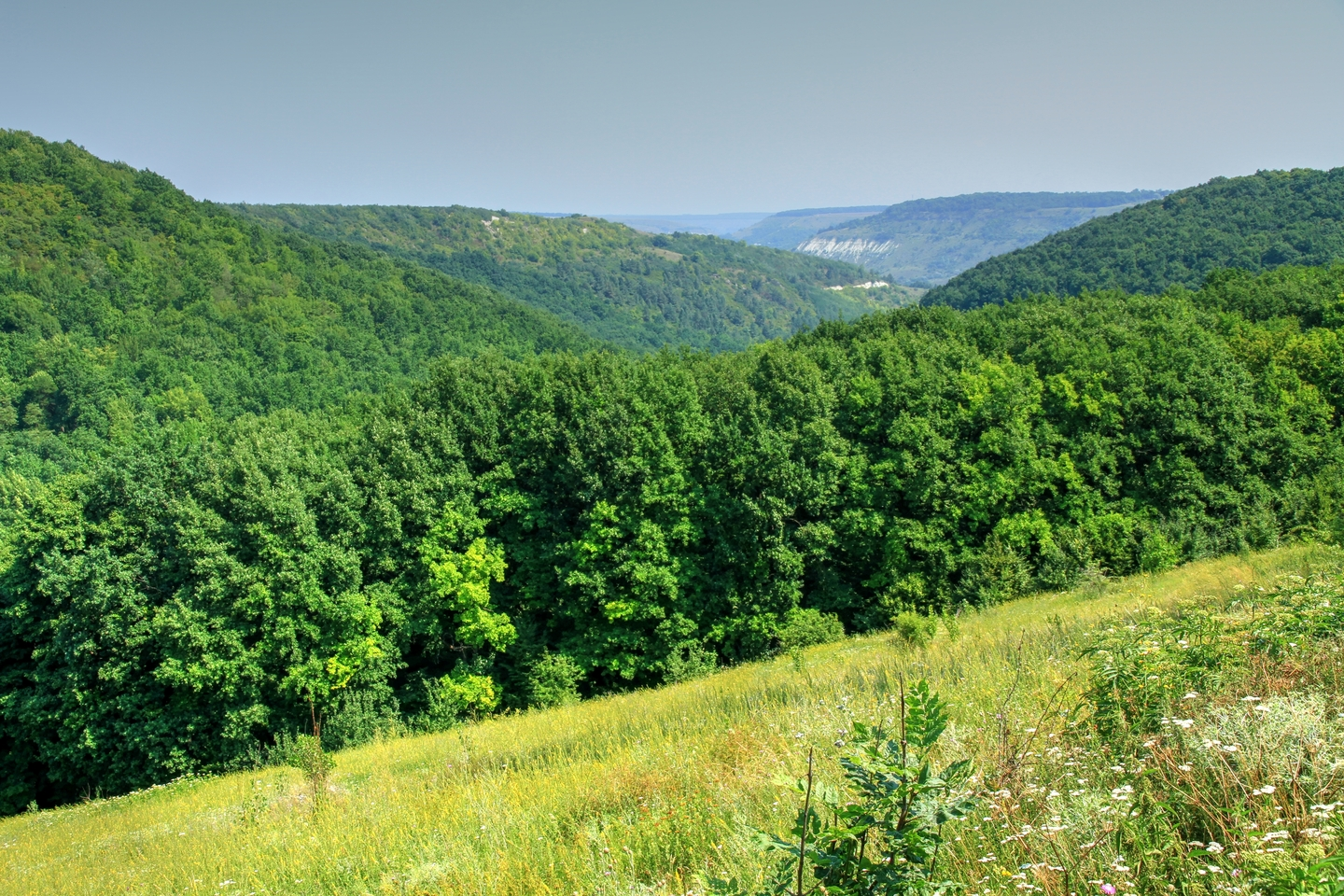
Vedere panoramică
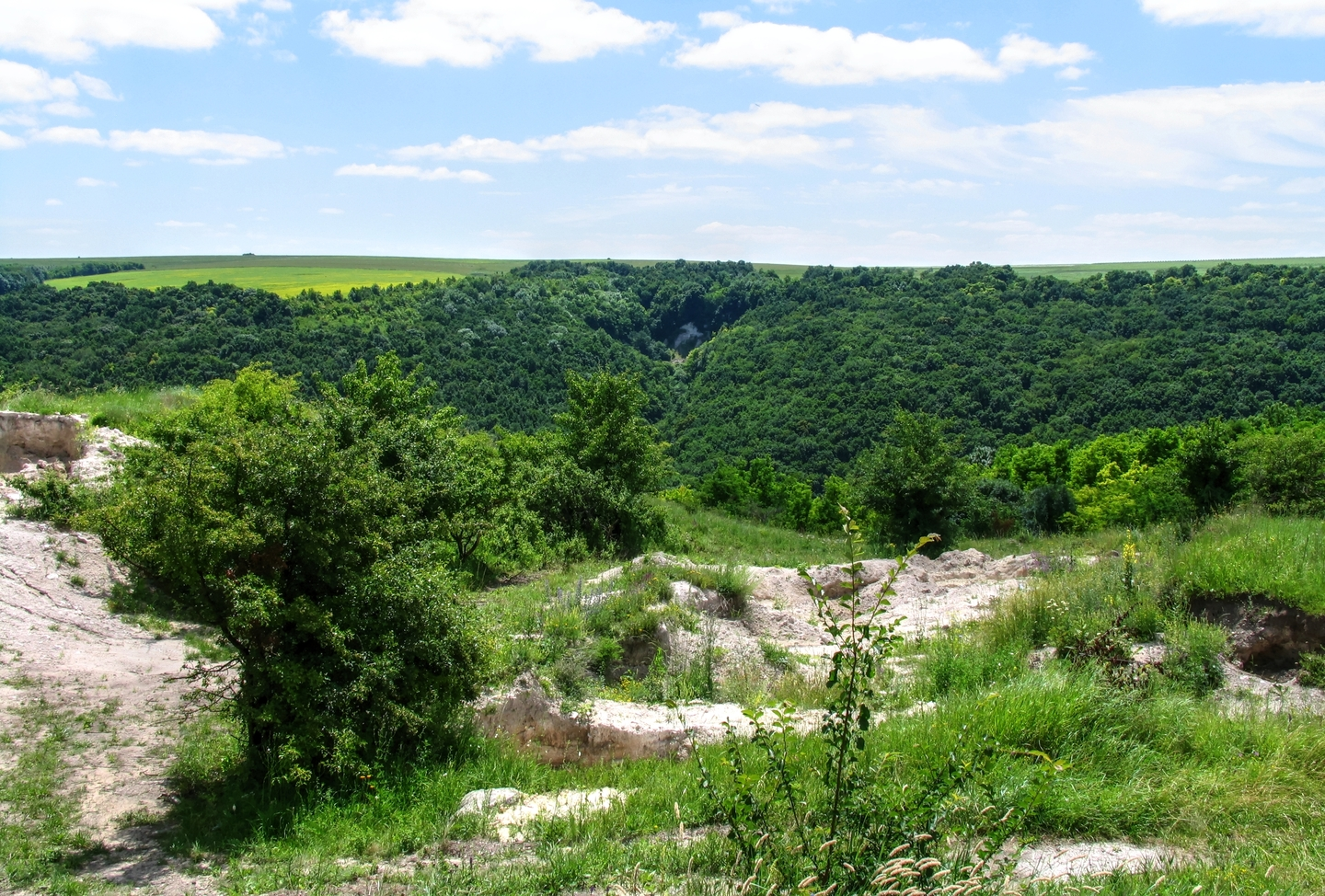
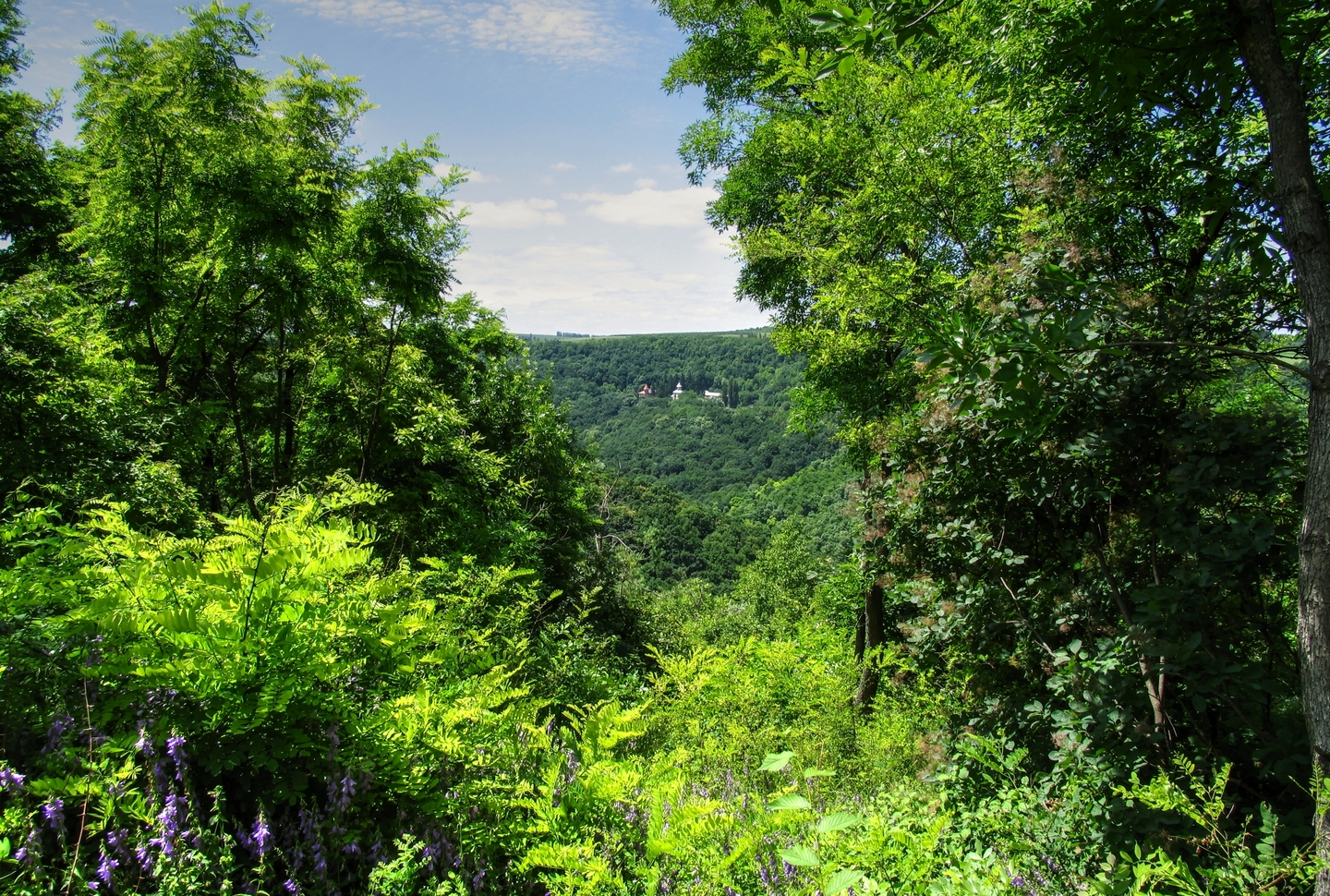
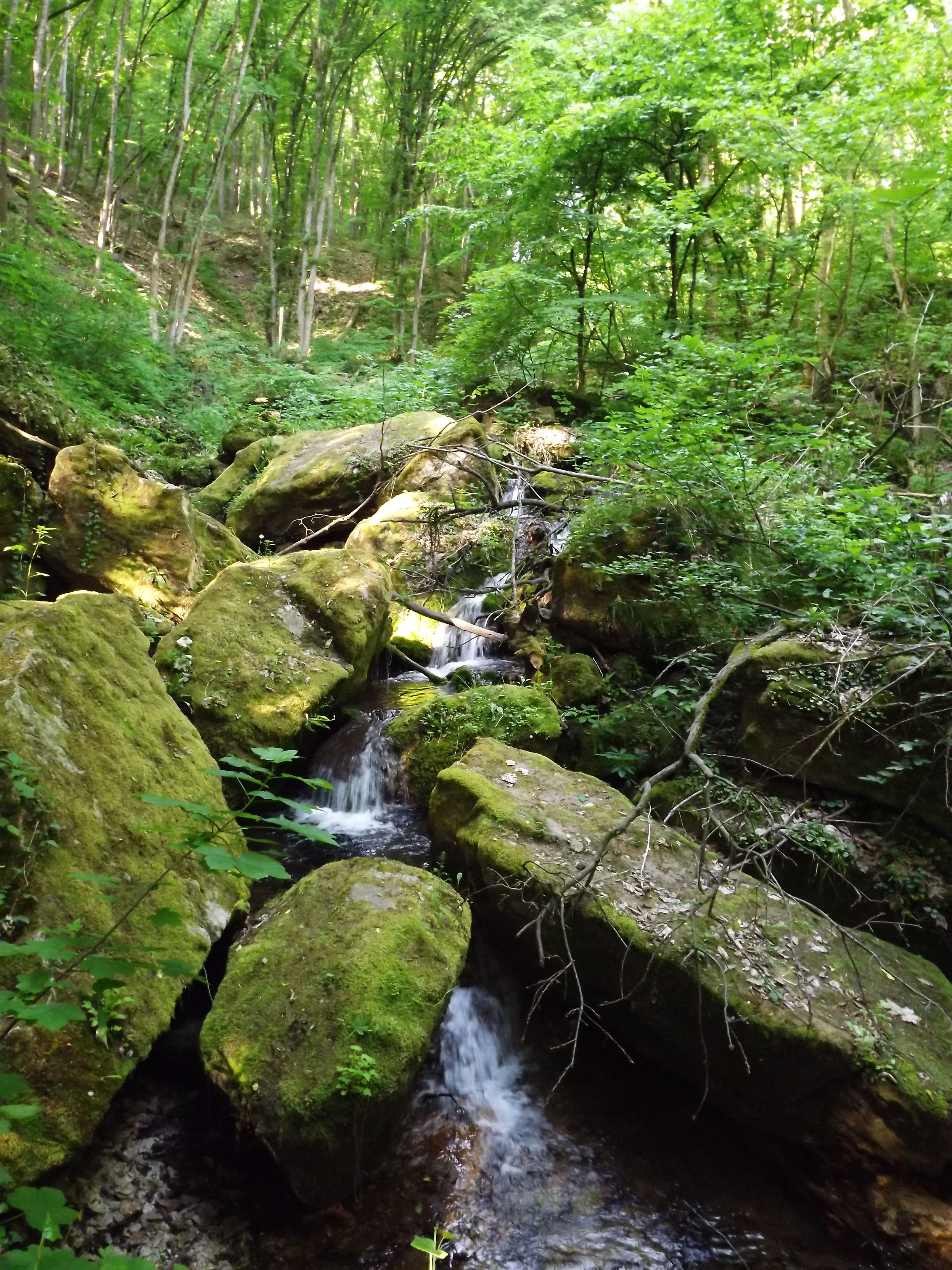
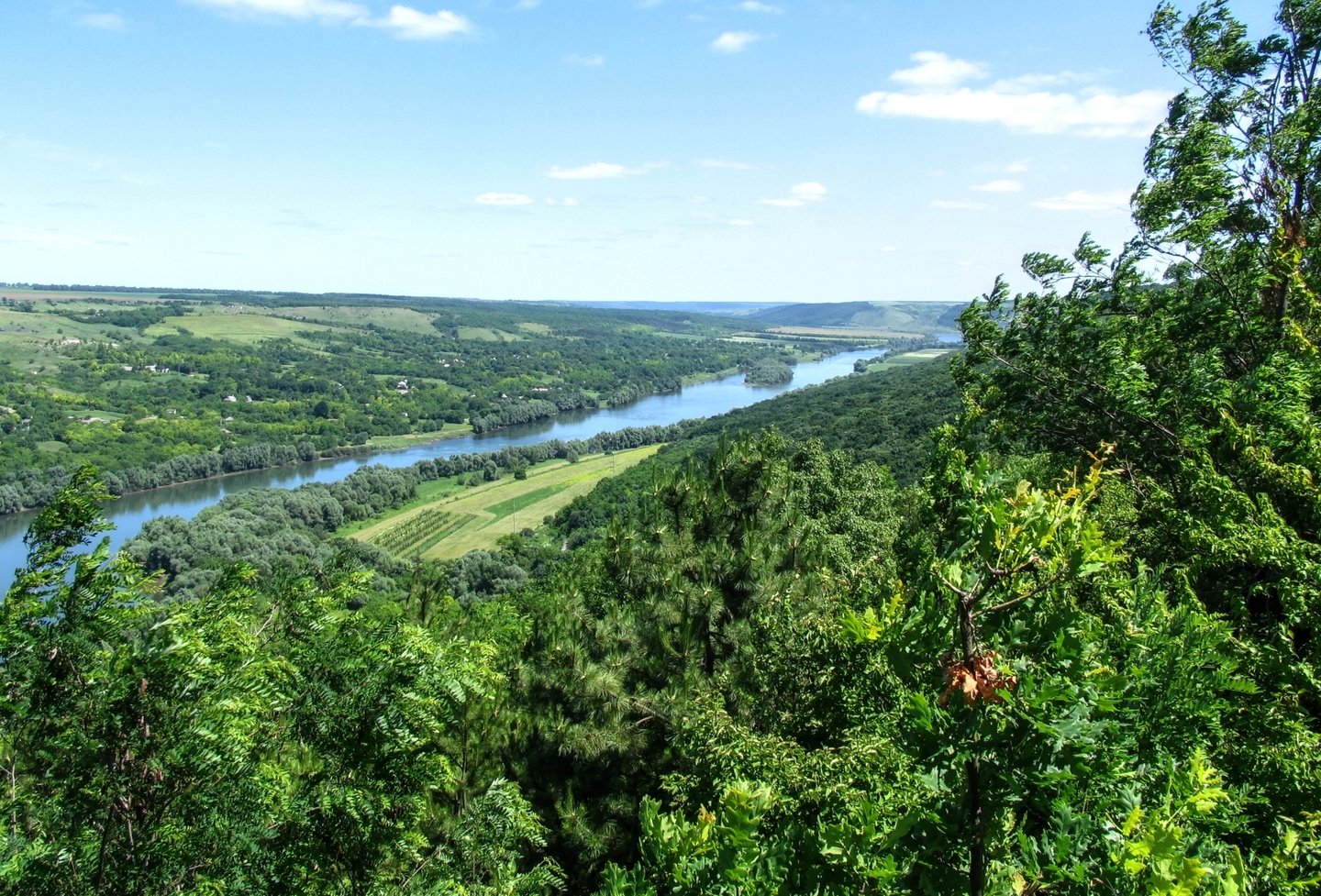
Nistrul
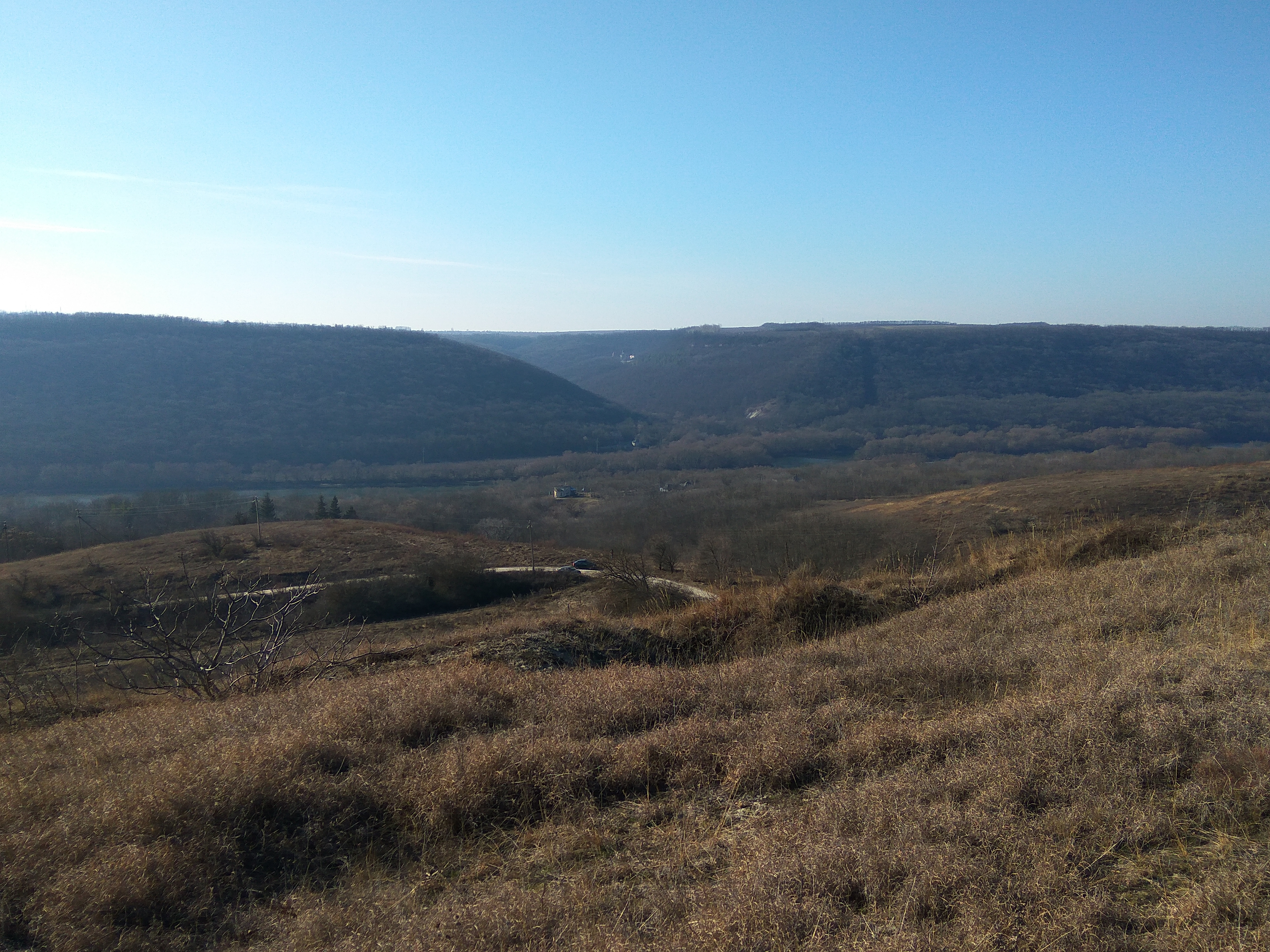
Vedere de pe malul ucrainean.

## Istorie
Pe teritoriile aferente localității Rudi se află numeroase vestigii istorice. Activitatea umană din zonă poate fi trasată până în preistorie. Urmele activității umane sunt atestate în peștera din localitate. Urme ale fortificațiilor antice, două fortificații de pământ, Farfuria Turcească și Germanariul, sunt vestigii din epoca medievală timpurie. Mănăstirea din sat este una dintre cele mai vechi din nordul Republicii Moldova. În sat a fost ridicată, în anul 1777, biserica cu hramul „Sf. Treime”, considerată a fi un exemplu elocvent al vechiului stil arhitectonic specific moldovenesc.
În apropierea satului se află unul din punctele de observație ale arcului geodezic Struve. Pe teritoriul Basarabiei erau 27 de puncte de observare, dar acum a rămas doar unul singur. Acest obiect este inclus în lista patrimoniului mondial UNESCO.
Monumentul „Punctul Rudi al Arcului geodezic Struve”⁠

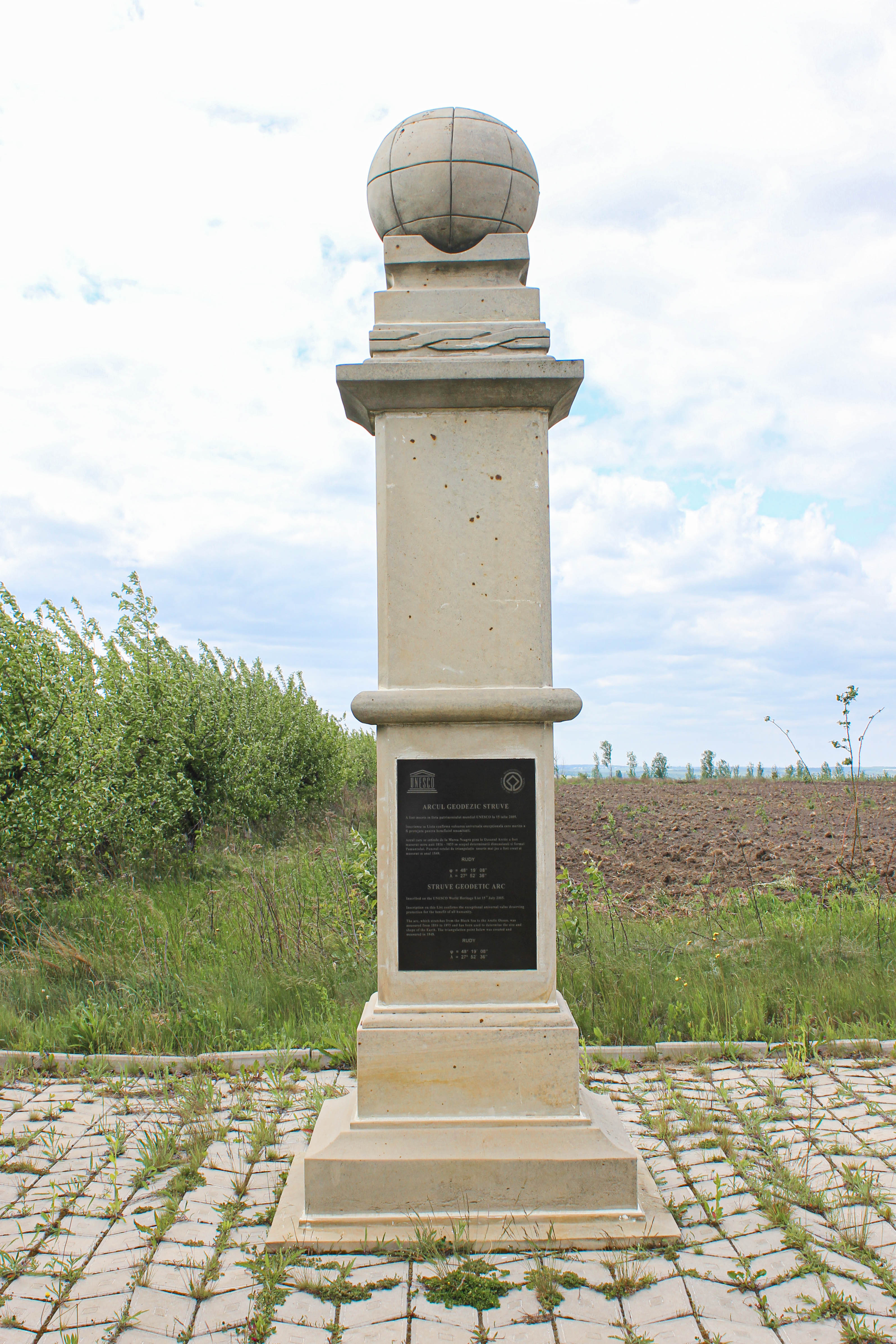
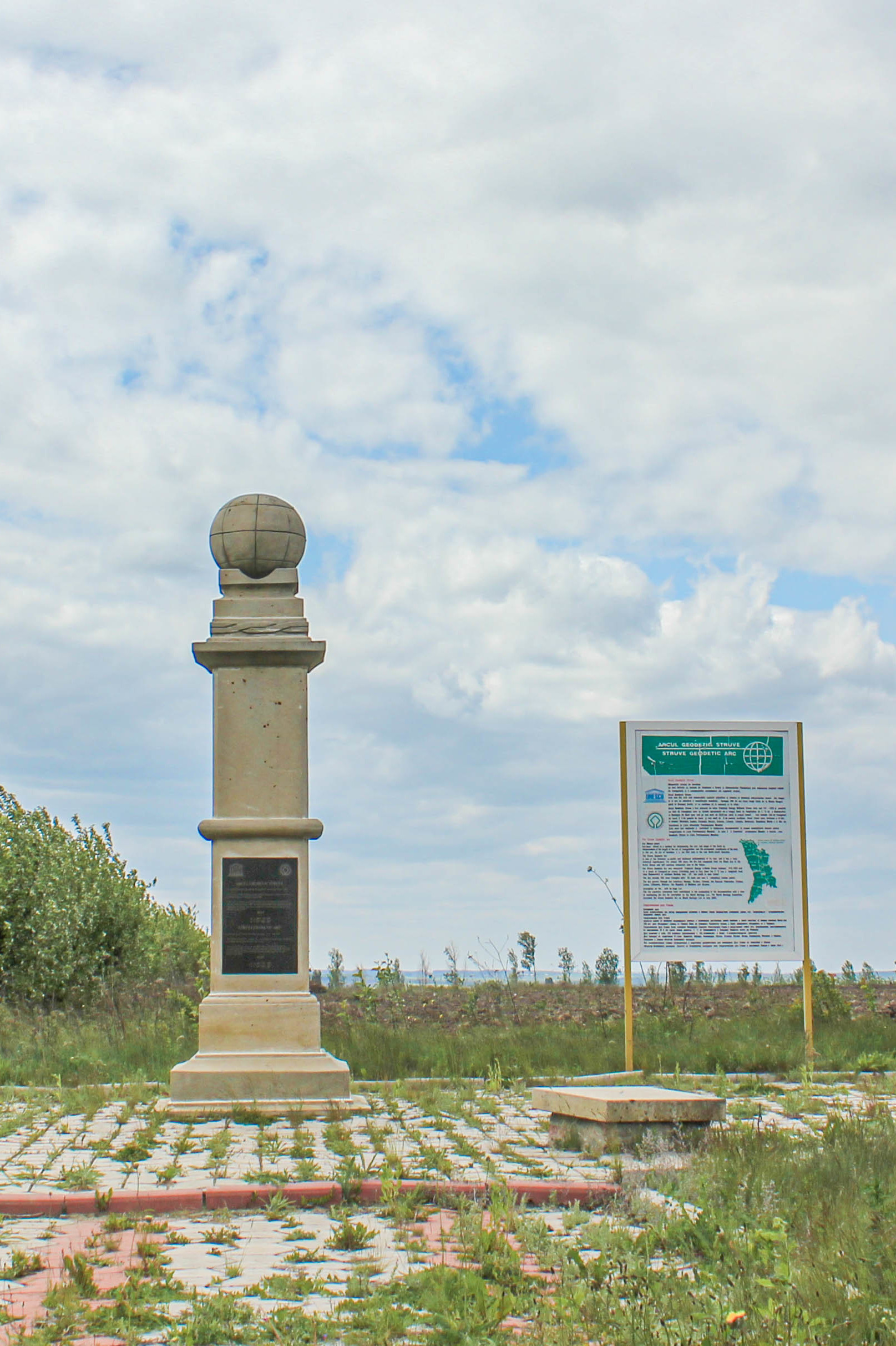
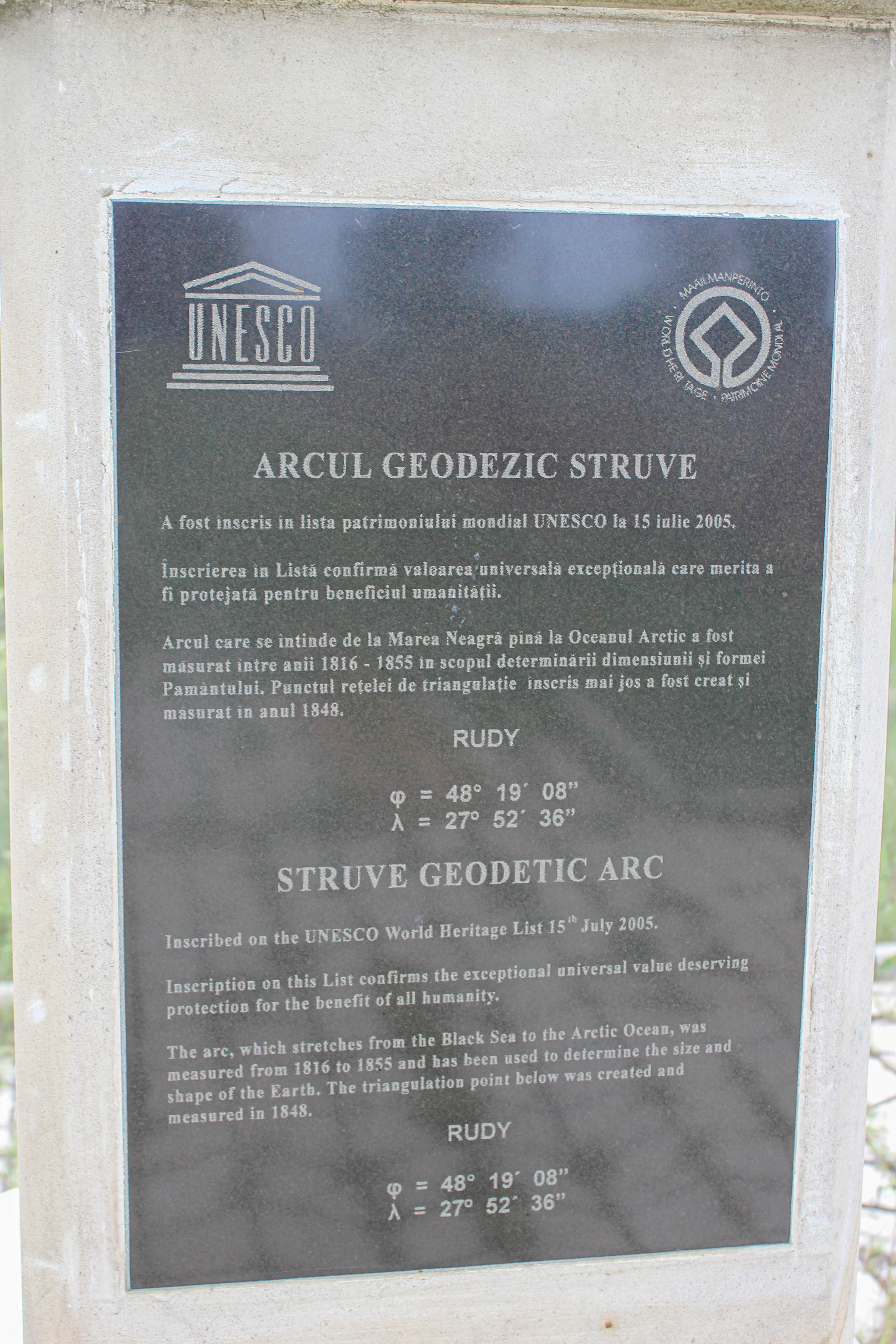
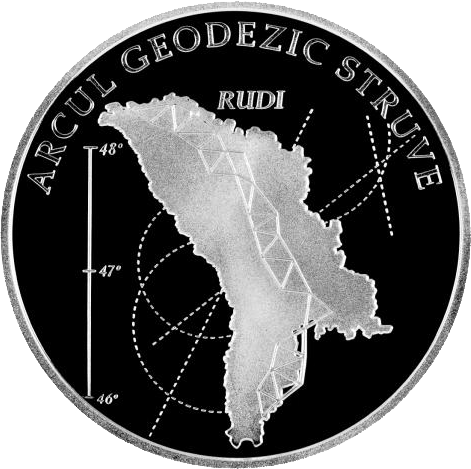
Reversul monedei comemorative „Arcul Geodezic Struve”.
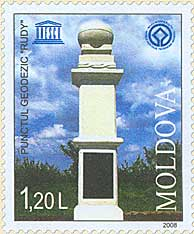
Timbru poștal moldovenesc, 2003.
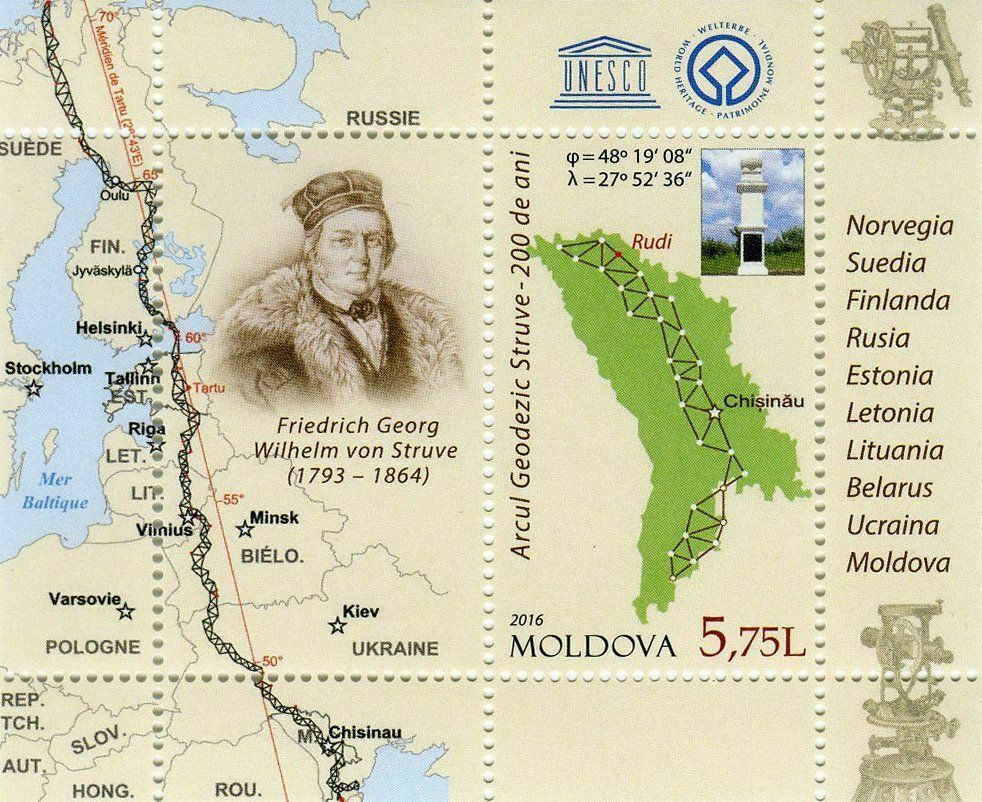
Timbru poștal moldovenesc, 2016.

### Piatra medievală de la Rudi
Piatra de închinare medievală de la Rudi datează din secolele IX-X, din epoca răspândirii creștinismului în zona dintre râurile Prut și Nistru. Monumentul descoperit de Igor Bondar în 2017 reprezintă o piatră de închinare piramidală cu aspect antropomorf pronunțat al părții din față. Piatra, după toate probabilitățile, a fost utilizată în scopuri liturgice, calendaristice și rituale, fiind resimțite puternice influențe ale creștinismului din perioada Evului Mediu timpuriu.
Piatra de închinare conține un altar de tip vechi, care constă din sisteme de scurgere: o cavitate în formă de cupă și un jgheab de drenaj, două nișe dreptunghiulare pentru icoane.
Piatra sacră are diverse simboluri cosmogonice, rune, cruci Pattee, figuri antropomorfe și ornitomorfe, un tip de bident necunoscut anterior, imaginea lui Iisus Hristos, precum și imaginea unei cărți cu o cruce.
Principalele simboluri sunt grupate în trei sectoare sacre.
Obiectul este unic în felul său și are urme de influență veche rusă, bizantină și vikingă, neavând analogii directe.
Piatra de închinare a fost creată de populația locală a culturii Luka-Raikovețka (Alcedar-Echimăuți) în Evul Mediu timpuriu.

## Demografie

### Structura etnică
Structura etnică a satului conform recensământului populației din 2004:
| Grup etnic         | Populație | % Procentaj |
| ------------------ | --------- | ----------- |
| Moldoveni / Români | 1.055     | 94,37%      |
| Ucraineni          | 34        | 3,04%       |
| Ruși               | 25        | 2,24%       |
| Alții              | 4         | 0,36%       |
| Total              | 1.118     | 100%        |

## Administrație și politică
Componența Consiliului local Rudi (9 consilieri), ales la 5 noiembrie 2023, este următoarea:
|  | Partid                                       | Consilieri | Componență | Componență | Componență | Componență |
|  | -------------------------------------------- | ---------- | ---------- | ---------- | ---------- | ---------- |
|  | Partidul Socialiștilor din Republica Moldova | 4          |            |            |            |            |
|  | Partidul Acțiune și Solidaritate             | 4          |            |            |            |            |
|  | Partidul Liberal Democrat din Moldova        | 1          |            |            |            |            |

## Galerie de imagini
Mănăstirea Rudi

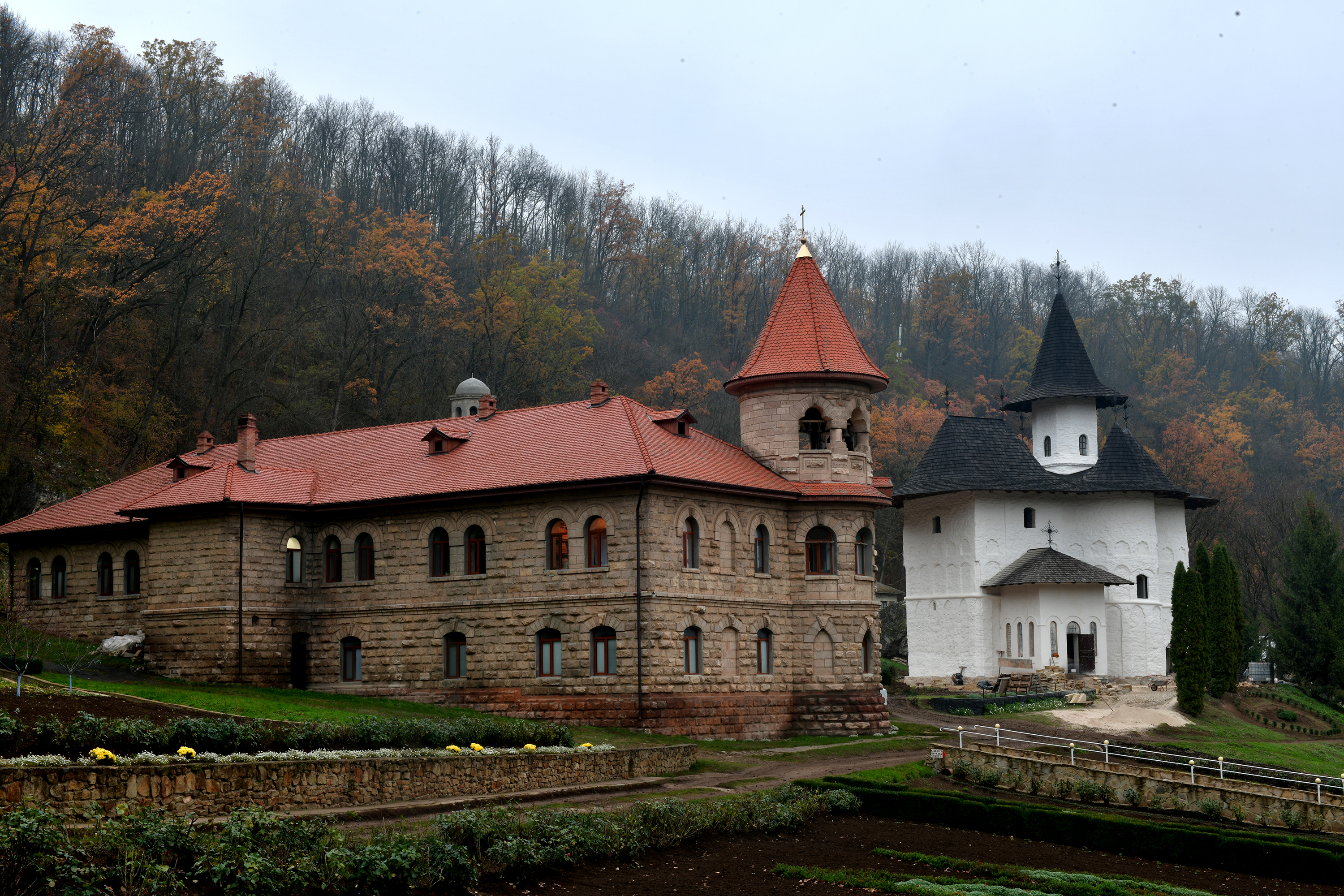
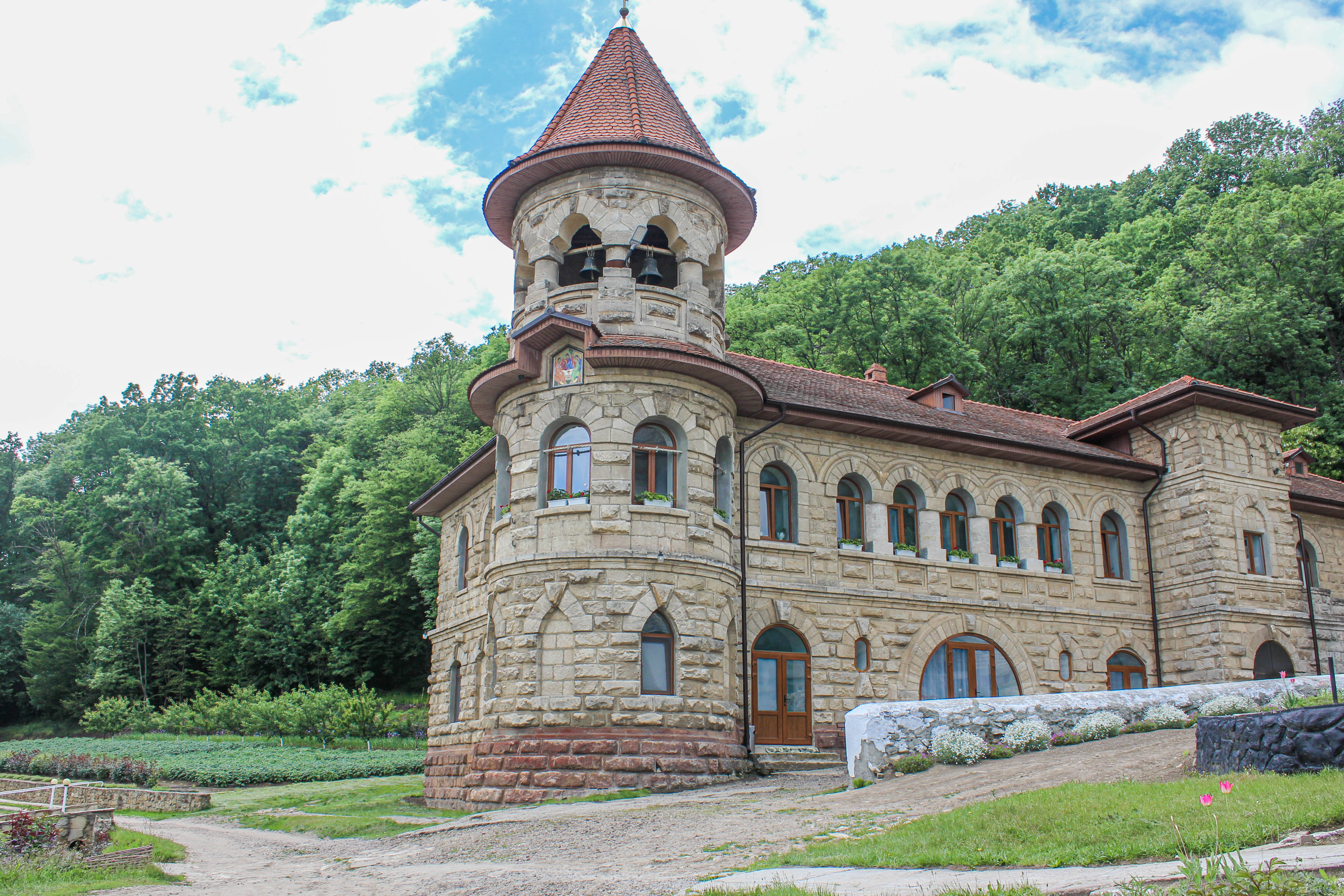
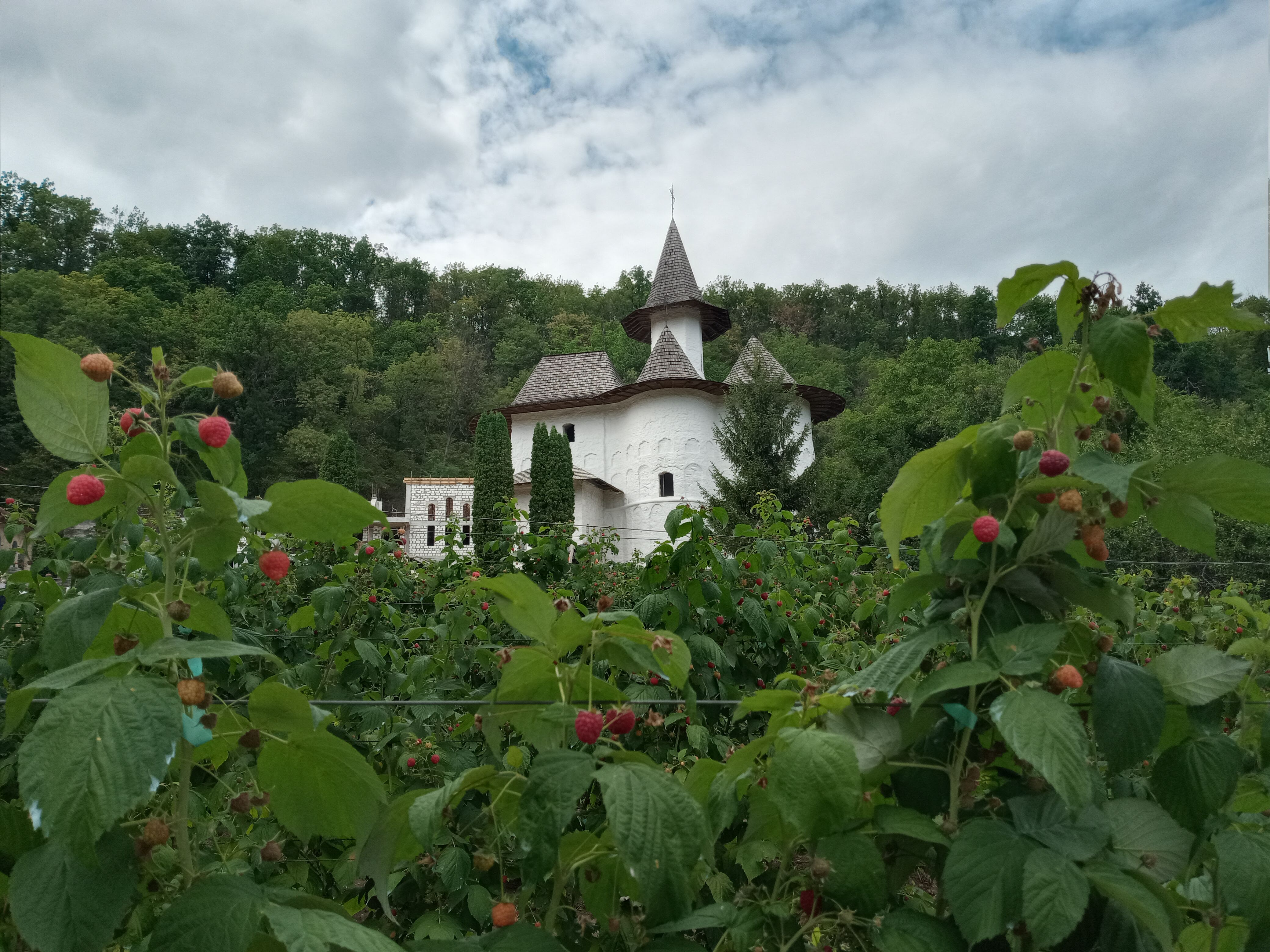
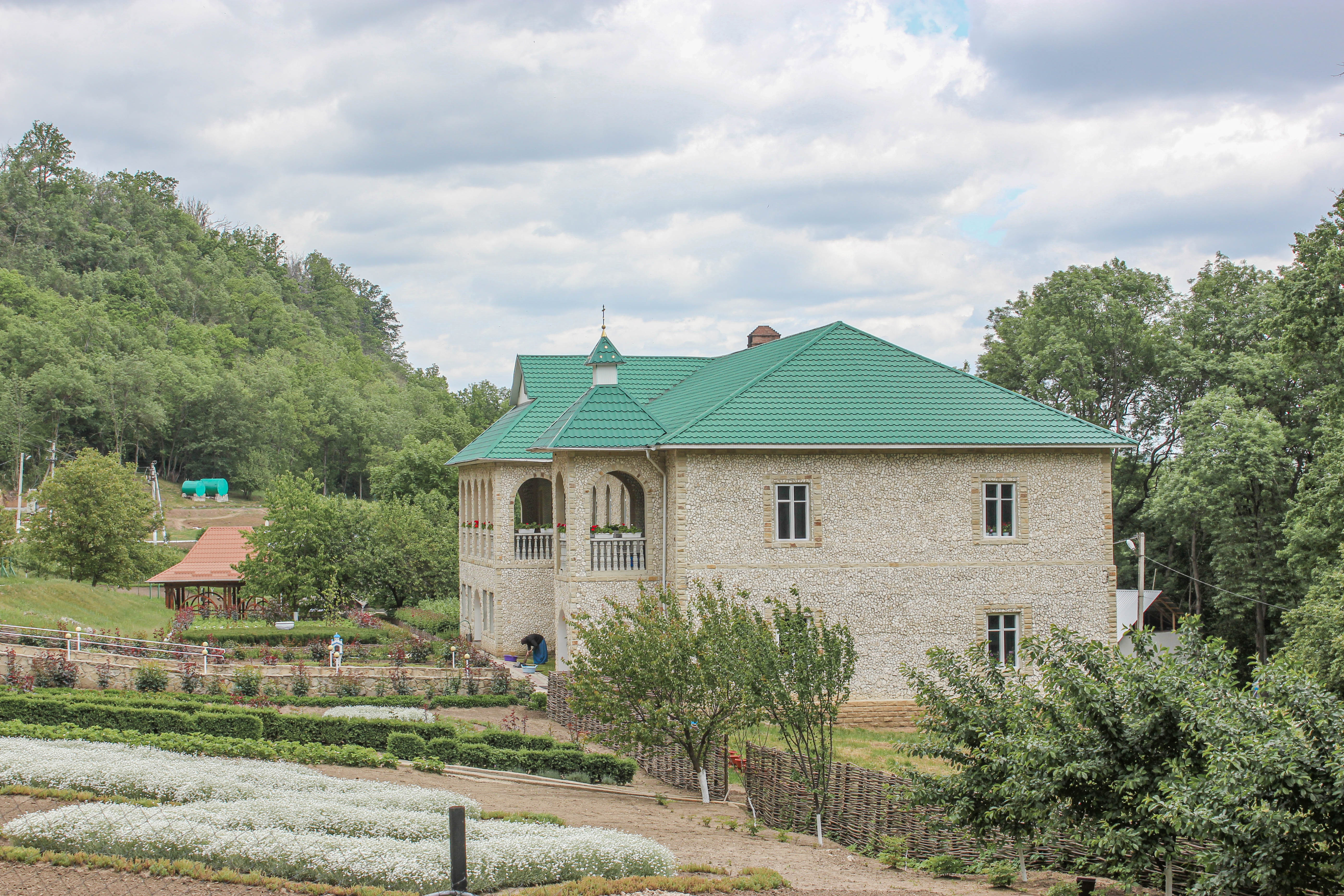
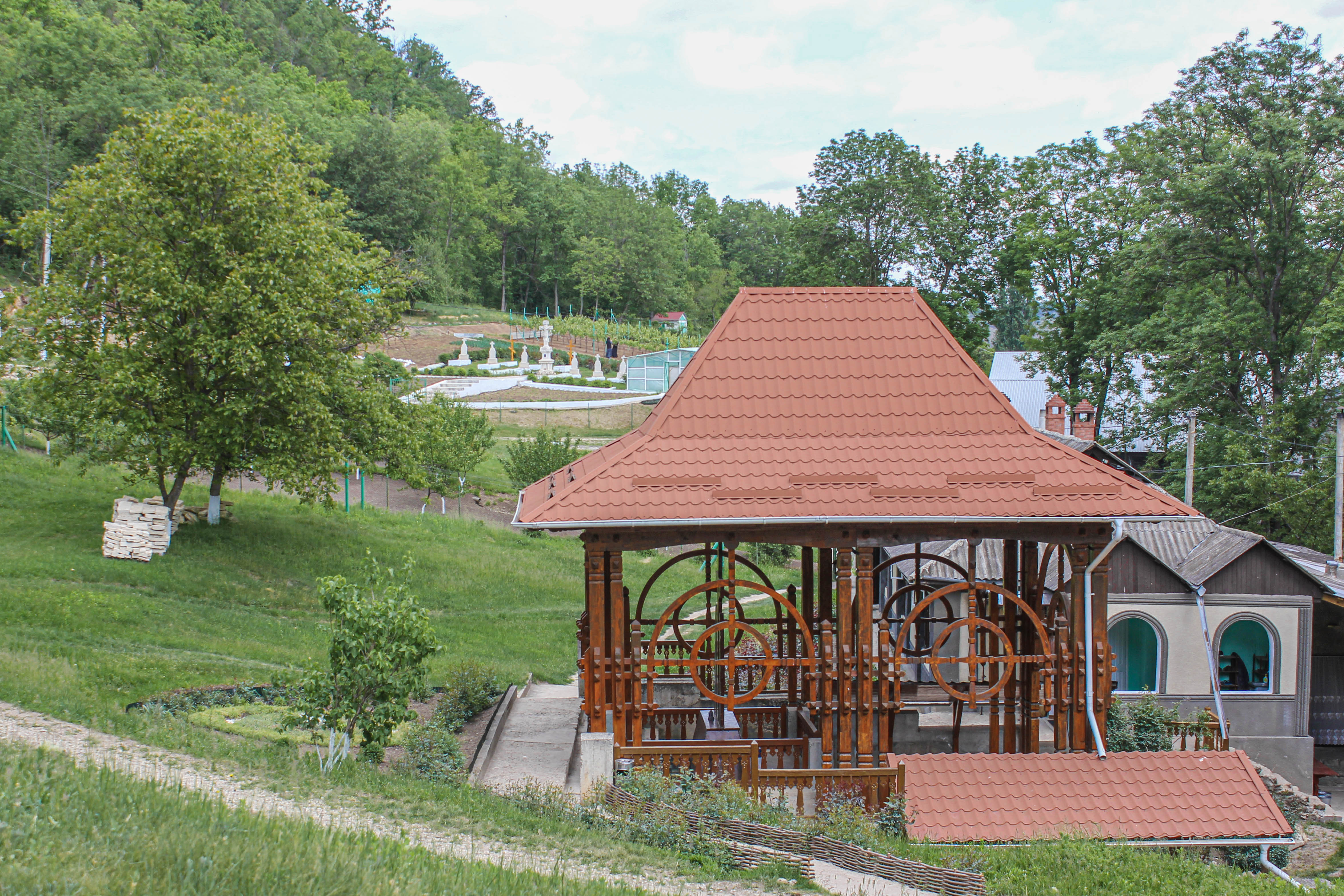
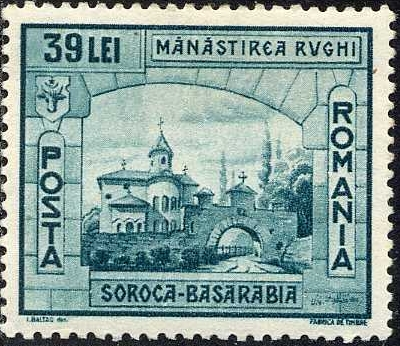
Mănăstirea ilustrată pe un timbrul românesc, 1941.
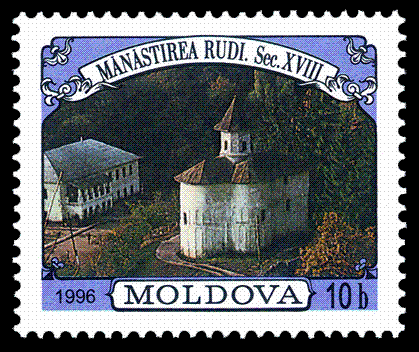
Mănăstirea ilustrată pe un timbrul moldovenesc, 1996.

Alte locuri

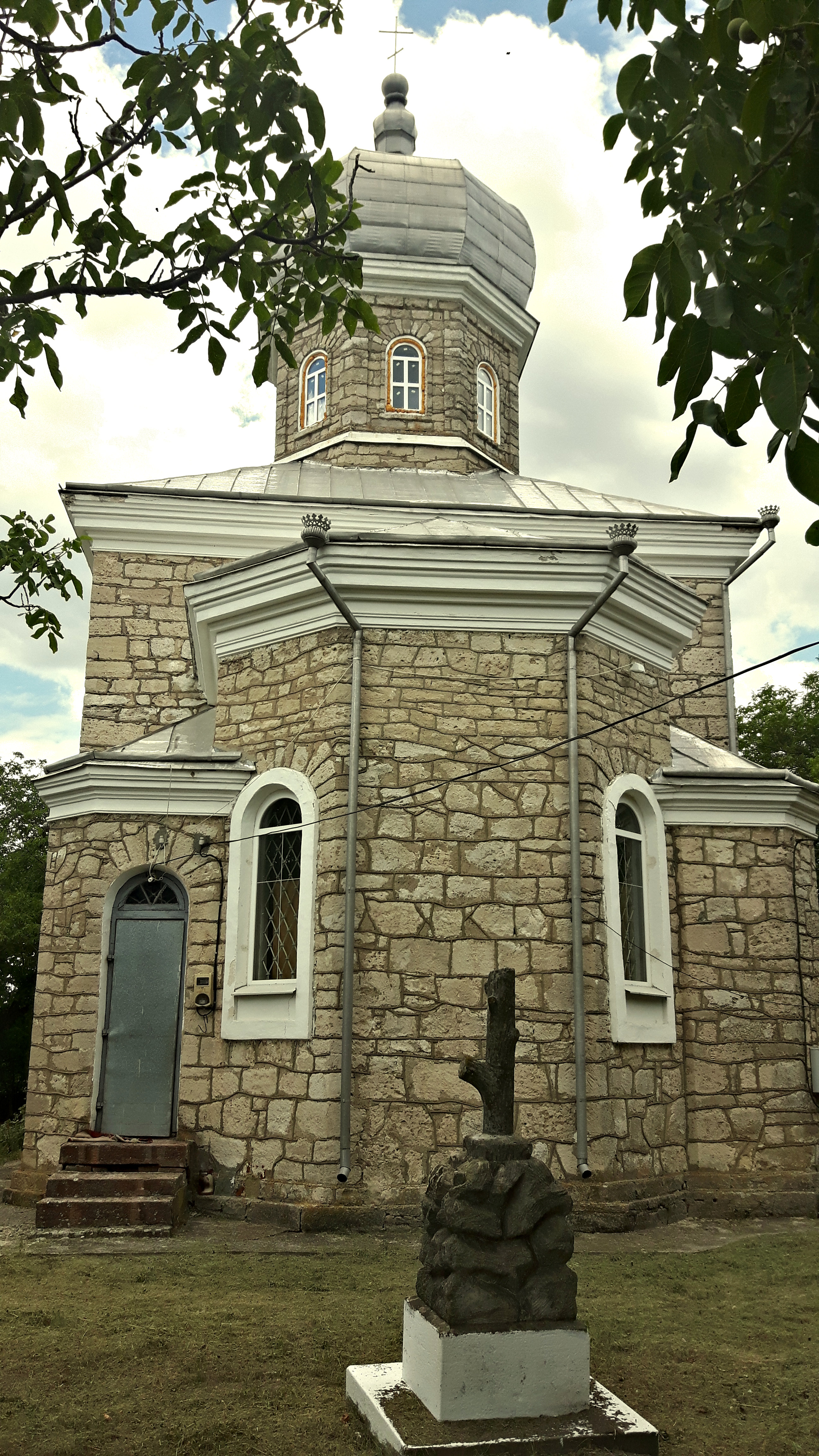
Biserica „Sf. Treime” din localitate, monument ocrotit de stat.
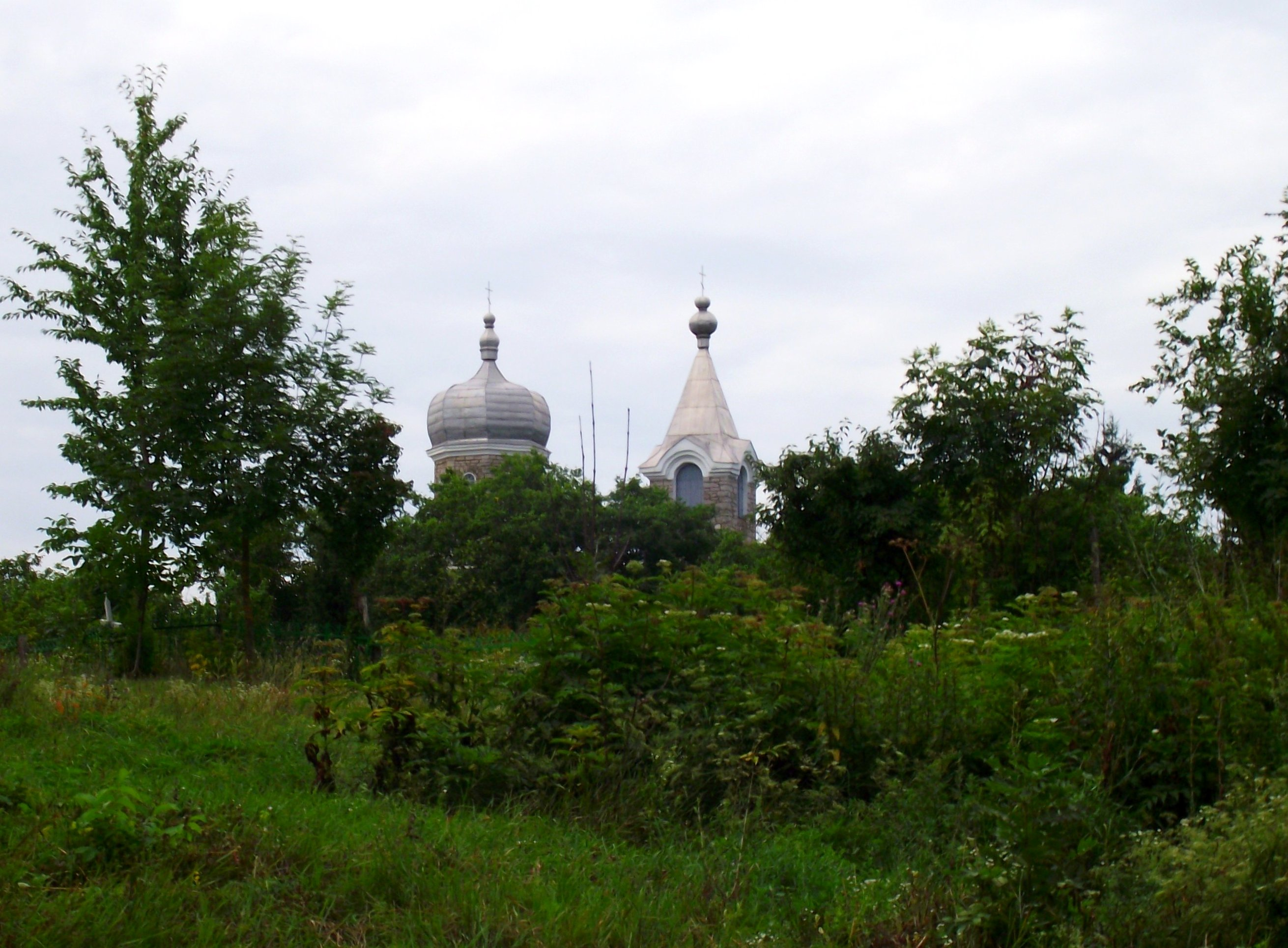
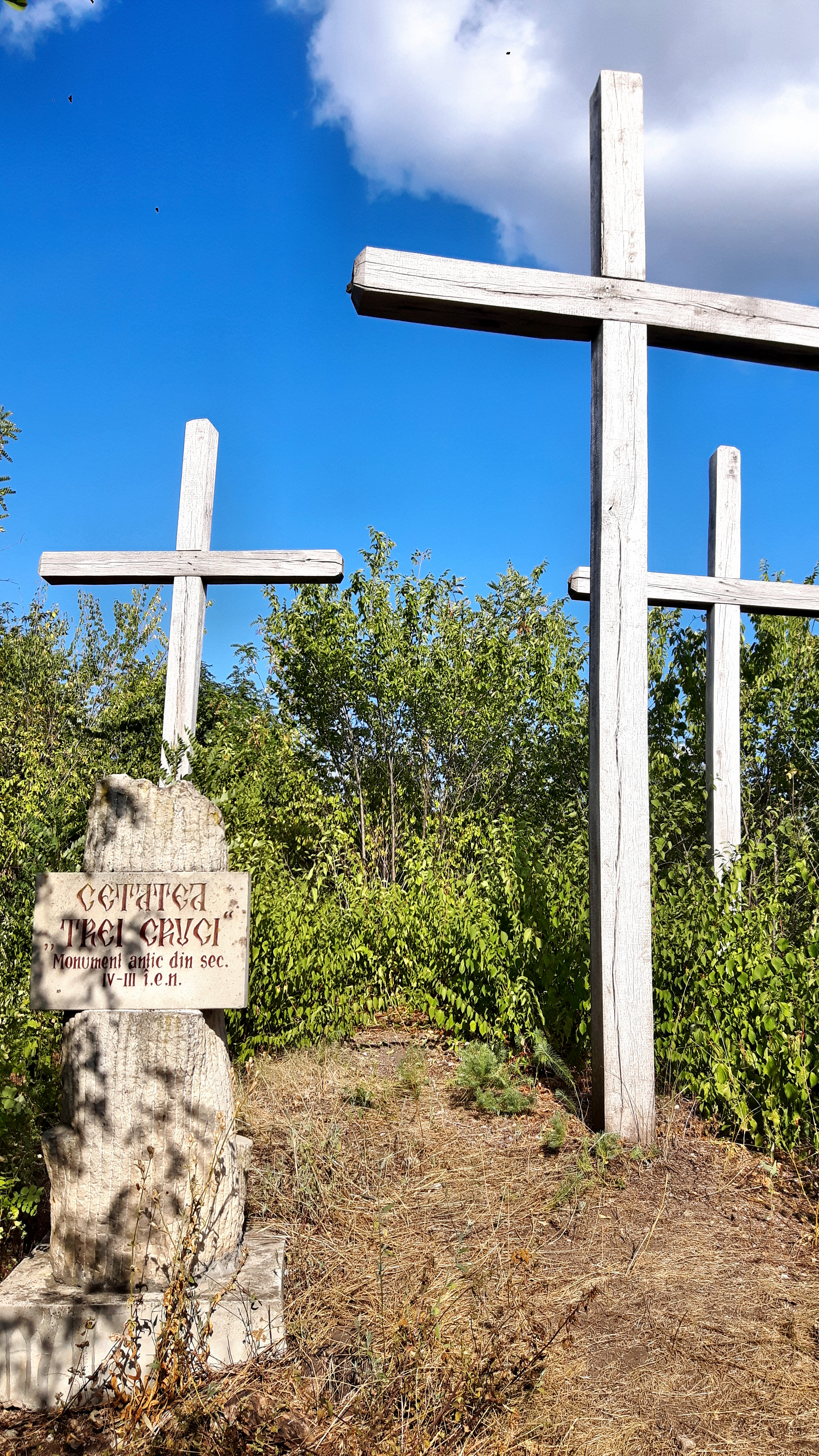
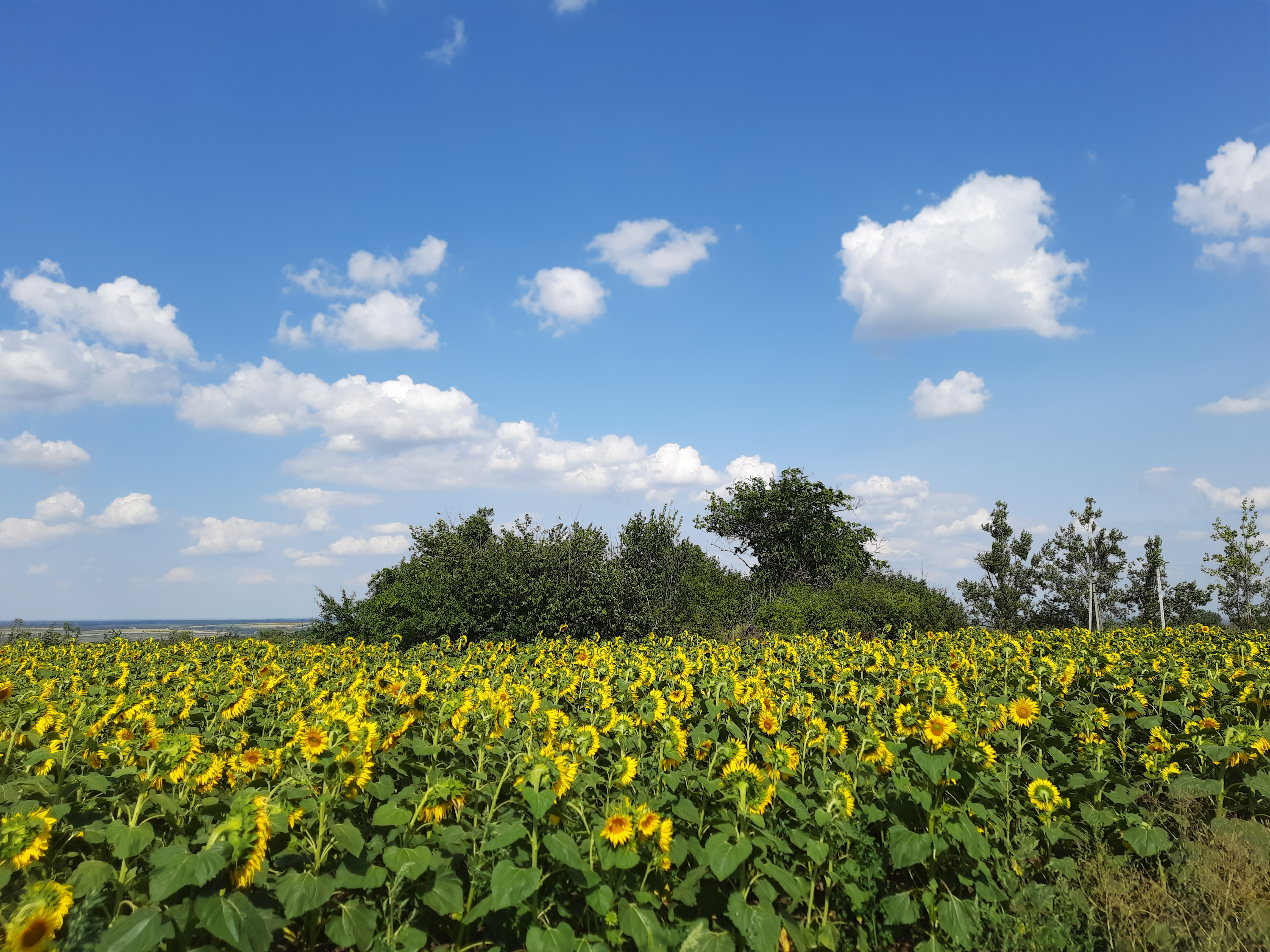
Floarea-soarelui pe moșia satului.

## Personalități

### Născuți în Rudi
- Vasile Sacară (1881–1938), politician, jurnalist, autor și profesor român.
- Nicolae Sacară (1894–1942), politician român și deputat în Sfatul Țării.